# Лондонска општина Хекни
Лондонска општина Хекни (енгл. London Borough of Hackney /ˈhækni/ ( слушај)) је лондонска општина у северно-источном Лондону.
Хекни се граничи са Излингтоном на западу, Харингејем на северу, шумом Волтам на североистоку, Тауер Хамлетсом на југо-истоку и Ситијем на југозападу. Велики делови Хекнија задржавају свој карактер града у унутрашњости.
Историјско и административно срце Хекнија је област која се грубо шири северно од Mare Street-а и окружује Цркву Светог Џона у Хекнију; овај крај је познат као Центар Хекнија. Северно од општине се налазе Горњи Клаптон и Доњи Клаптон, Стамфорд Хил и Стоук Њуингтон.

## Историја
Општина је формирана 1965. године од области некадашње метрополитанске општине Хекнија, Шордича и Стоук Њуингтона. Ново веће је укључило представничке симболе претходних општина у ново осмишљени грб: Шордич са три звона Цркве у Шордичу; Стоук Њуингтон са три плодне воћке и Хекни са малтешким крстом главних земљопоседника парохије из средњег века.